# 오디오슬레이브
오디오슬레이브(Audioslave)는 미국 캘리포니아주 로스앤젤레스 출신 록 슈퍼그룹이다. 사운드가든의 프론트맨이었던 크리스 코넬과 레이지 어게인스트 더 머신의 멤버들 톰 모렐로, 팀 코머퍼드, 브래드 윌크의 멤버로 결성되었다.
세 장의 정규 음반을 발매한 오디오슬레이브는 2007년 공식적으로 해체를 발표하였다.

## 음반 목록
- 《Audioslave》 (2002년)
- 《Out of Exile》 (2005년)
- 《Revelations》 (2006년)